# Даценковка (Сумский район)
Даценковка (укр. Доценківка) — село,
Сульский сельский совет,
Сумский район,
Сумская область,
Украина.
Код КОАТУУ — 5924787302. Население по переписи 2001 года составляло 11 человек.

## Географическое положение
Село Даценковка находится у истоков реки Стрелка,
ниже по течению на расстоянии в 0,5 км расположено село Визировка.